# Tyrrell 006
A Tyrrell 006 egy Formula–1-es versenyautó, amellyel a Tyrrell csapat versenyzett, elsőként az 1972-es Formula–1 világbajnokság során, majd az 1973-as idényben, és részben 1974-ben is. Az autót 1972-ben François Cevert vezette, 1973-ban pedig mellette Jackie Stewart is, aki megszerezte az egyéni világbajnoki címet. 1974-ben Jody Scheckter és Patrick Depailler voltak a pilótái.
Az autó csak egy kismértékben áttervezett változata volt az elődmodell 005-ösnek, viszont az előző autókhoz képest ebből a modellből több autó is készült – azaz a 006-os már inkább volt egy modell, és nem egy kasztnisorszám (az előző autókból csak egy-egy készült).

## Áttekintés
A 006-os Cevert részére épült, hogy leváltsák vele a 002-es autót, ezalatt Stewart a 005-össel versenyzett tovább, ahogy az 1973-as idény első két futamán is. Dél-Afrikában aztán Stewart is megkapta és rögtön meg is nyerte vele a versenyt. A 005-öst innentől kezdve tesztautóvá fokozták le, alkalmanként szabadedzéseken próbálgatva vele új alkatrészeket. Stewart egész évben öt győzelmet aratott, amely elég volt ahhoz, hogy megszerezze harmadik világbajnoki címét. Cevert is szerzett egy pár dobogót, azonban a szoros konstruktőri bajnokságot elvesztették a Lotusszal szemben. Az utolsó előtti, kanadai futamon Cevert csúnyán összetörte az autóját, ezért egy új kasztnit építettek neki. Ezzel az autóval azonban halálos balesetet szenvedett a szezonzáró versenyen Watkins Glenben. Stewartot lesújtotta csapattársa halála, ezért miután még ment egy kört, hogy megnézze, hol hibázott, leparkolt az autójával, visszalépett a hétvégétől és befejezte a Formula–1-es pályafutását is.
Az egyetlen megmaradt kasztnit 1974-ben felváltva vezette a két új pilóta, Scheckter és Depailler. Nem értek el vele túl jó eredményeket, ezért néhány futam után nyugdíjazták.

## Utóélete
Az egyetlen megmaradt autó sokáig a Tyrrell tulajdonában volt, majd 1985-ben eladták. Ezt követően több tulajdonosa is volt, akik alkalmanként versenyeztek is vele, legutoljára John Delane. Ezután Tom Wheatcroft vette meg, aki kiállította Doningtonban, majd visszakerült Jackie Stewarthoz. Ő időnként vezette is ezt, legutoljára a 2025-ös bahreini nagydíjon, egy demencia ellen küzdő alapítvány jótékonysági eseménye keretén belül (egy olyan sisakot viselt, amelyet mind a húsz, akkor még élő világbajnok aláírt).

## Eredmények
(félkövérrel jelölve a pole pozíció)
| Év   | Csapat           | Pilóták           | 1   | 2   | 3   | 4   | 5   | 6   | 7   | 8   | 9   | 10  | 11  | 12  | 13  | 14  | 15  | Pontok | Helyezés |
| ---- | ---------------- | ----------------- | --- | --- | --- | --- | --- | --- | --- | --- | --- | --- | --- | --- | --- | --- | --- | ------ | -------- |
| 1972 | Elf Team Tyrrell |                   | ARG | RSA | ESP | MON | BEL | FRA | GBR | GER | AUT | ITA | CAN | USA |     |     |     | 511    | 2.       |
| 1972 | Elf Team Tyrrell | François Cevert   |     |     |     |     |     |     |     |     |     |     | KI  | 2   |     |     |     | 511    | 2.       |
| 1973 | Elf Team Tyrrell |                   | ARG | BRA | RSA | ESP | BEL | MON | SWE | FRA | GBR | NED | GER | AUT | ITA | CAN | USA | 822    | 2.       |
| 1973 | Elf Team Tyrrell | Jackie Stewart    |     |     | 1   | KI  | 1   | 1   | 5   | 4   | 10  | 1   | 1   | 2   | 4   | 5   | NI  | 822    | 2.       |
| 1973 | Elf Team Tyrrell | François Cevert   | 2   | 10  |     | 2   | 2   | 4   | 3   | 2   | 5   | 2   | 2   | KI  | 5   | KI  | NI  | 822    | 2.       |
| 1974 | Elf Team Tyrrell |                   | ARG | BRA | RSA | ESP | BEL | MON | SWE | NED | FRA | GBR | GER | AUT | ITA | CAN | USA | 523    | 3.       |
| 1974 | Elf Team Tyrrell | Jody Scheckter    | KI  | 13  | 8   |     |     |     |     |     |     |     |     |     |     |     |     | 523    | 3.       |
| 1974 | Elf Team Tyrrell | Patrick Depailler |     |     |     | 8   |     | 9   |     |     | 8   |     |     |     |     |     |     | 523    | 3.       |

1 az összes pontot a 002-es, 003-as, 004-es és 005-ös autókkal szerezték
2 6 pontot a 005-össel szereztek
3 az összes pontot a 005-össel és a 007-essel szerezték